# Odrovice
Odrovice (en allemand : Odrowitz) est une commune du district de Brno-Campagne, dans la région de Moravie-du-Sud, en République tchèque. Sa population s'élevait à 227 habitants en 2020.

## Géographie
Odrovice se trouve à 4 km au nord-ouest du centre de Pohořelice, à 22 km au sud-sud-ouest de Brno et à 191 km au sud-est de Prague.
La commune est limitée par Malešovice au nord, par Medlov et Pohořelice à l'est, par Cvrčovice au sud et par Loděnice à l'ouest.

## Histoire
La première mention écrite de la localité date de 1190.